# Tourismus in Ägypten

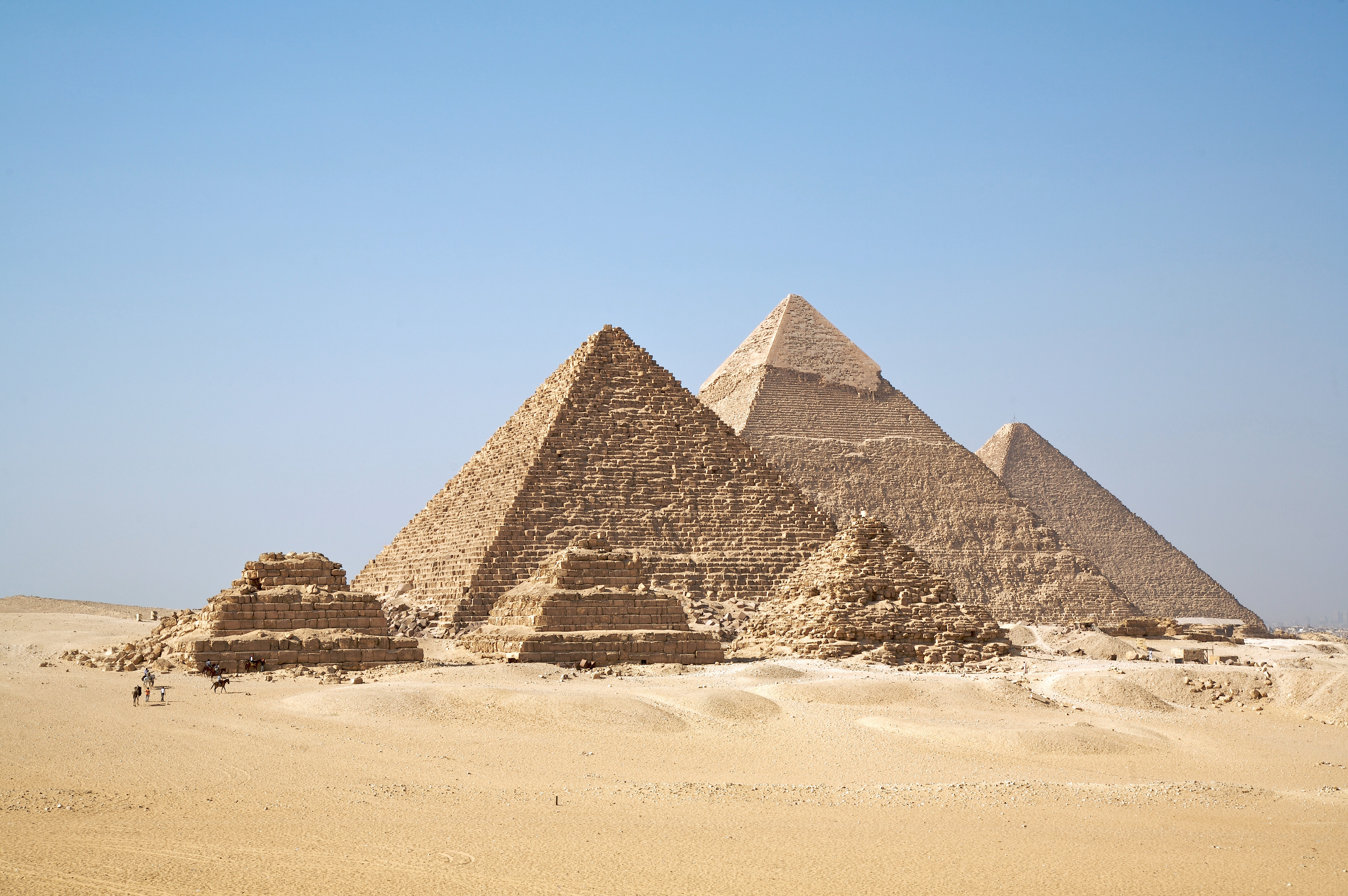
Pyramiden von Gizeh

Der Tourismus in Ägypten spielt eine bedeutende wirtschaftliche Rolle und gehört zu den wichtigsten Einnahmequellen des Landes. 2019 wurde Ägypten von über 13 Millionen ausländischen Gästen besucht, womit das Land hinter Marokko und Südafrika das am meisten besuchte in Afrika war. Die Tourismusindustrie beschäftigt 2,5 Millionen Personen (9,4 % aller Arbeitsplätze) und leistet einen Beitrag von 29,6 Milliarden US-Dollar zum Bruttoinlandsprodukt (5,6 % der gesamten Wirtschaftsleistung). Er bringt dem Land zudem wichtige Deviseneinnahmen, da Ägypten über eine im globalen Wettbewerb ansonsten nur wenig wettbewerbsfähige Industrie verfügt und ein hohes Handelsbilanzdefizit aufweist.

## Grundlage

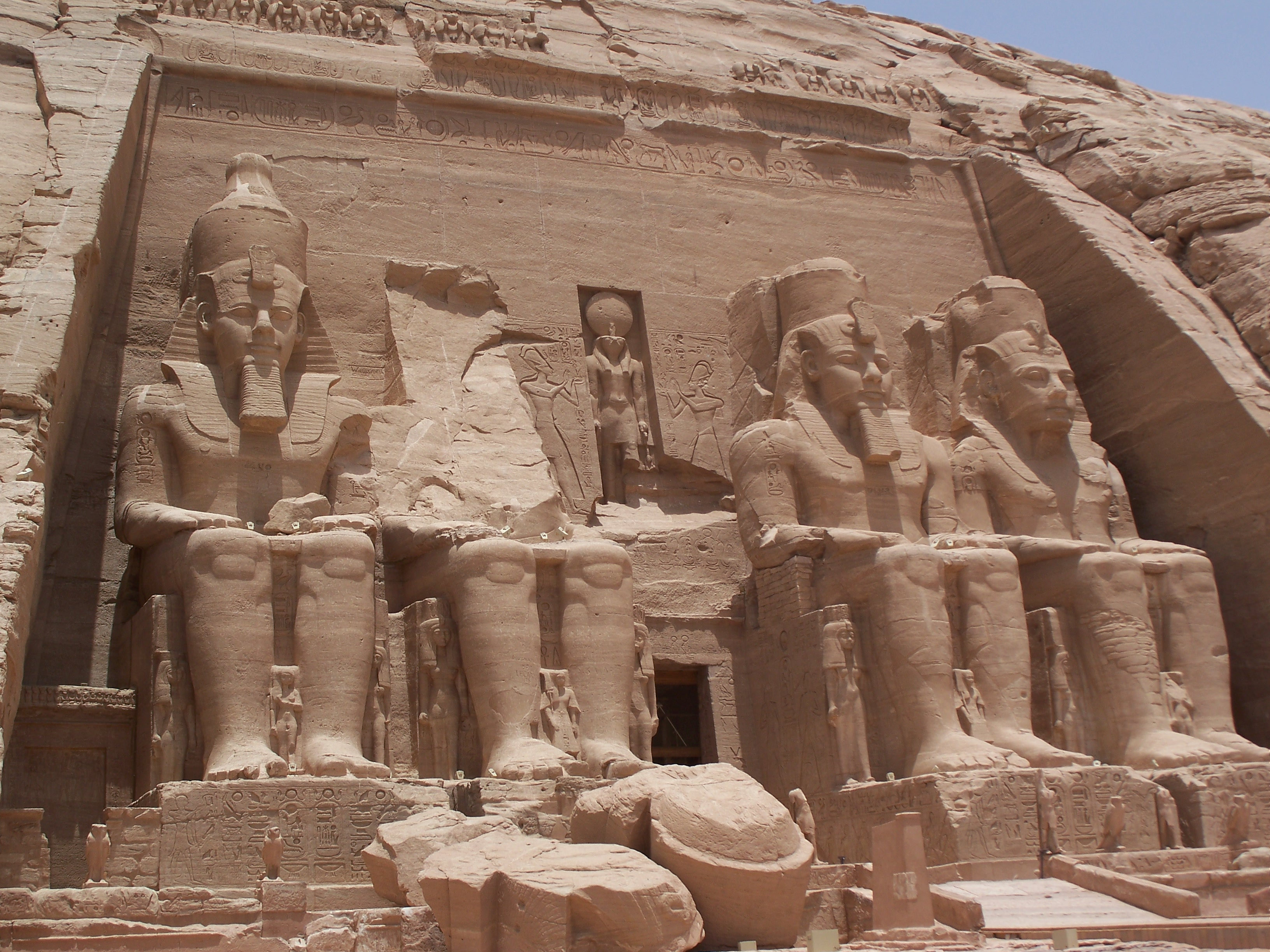
Tempel von Abu Simbel

Aufgrund der reichen Geschichte des Landes, einer hohen Anzahl an Sehenswürdigkeiten und der geografischen Nähe zu Europa verfügt der Tourismus in Ägypten über hervorragende Grundlagen. Regionen, in denen sich der Tourismus konzentriert, sind die Küstengebiete am Roten Meer, große Städte und Stätten von besonderem touristischen Interesse wie die Pyramiden von Gizeh oder die Tempel von Abu Simbel. Auch der Nil wird zunehmend touristisch erschlossen. Die Hauptsaison in Ägypten geht von Mitte Oktober bis Mai, wenn die Temperaturen am angenehmsten sind. Die meisten internationalen Touristen erreichen das Land über seine 9 internationalen Flughäfen.
Dem Tourismus wird von den bisherigen Regierungen hohe Priorität als Instrument der nationalen Entwicklung beigemessen. Als problematisch erweist sich die schlechte Sicherheitslage und anhaltende politische Instabilität im Land. Das Auswärtiges Amt erteilt derzeit (Stand: März 2025) eine Teilreisewarnung und hält zu erhöhter Vorsicht an. Von Reisen in den Norden Sinais und an die Grenze zu Gaza und Israel wird aufgrund der schlechten Sicherheitslage abgeraten.
Im Travel and Tourism Competitiveness Report 2019 des World Economic Forum belegt Ägypten Platz 65 von 136 Ländern.

## Geschichte
Die Zahl der Touristen in Ägypten belief sich 1951 auf 100.000 Personen. Der Tourismus wurde ab den 1970er Jahren als ein wichtiger Wirtschaftszweig gezielt gefördert. In dieser Zeit begann Ägypten die Visabeschränkungen für fast alle europäischen und nordamerikanischen Länder zu lockern und mit Werbekampagnen Reisende anzulocken. 1976 stand der Tourismus im Mittelpunkt des Fünfjahresplans der Regierung, in dem 12 % des Budgets für die Modernisierung staatseigener Hotels, die Einrichtung eines Darlehensfonds für private Hotels und die Modernisierung der Infrastruktur (einschließlich Straße, Schiene und Eisenbahn) bereitgestellt wurden. Außerdem wurde die Luftkonnektivität für die wichtigsten Touristenzentren entlang der Küste verbessert.
1979 wurden Tourismusexperten und -berater aus der Türkei hinzugezogen, und mit türkischer Hilfe wurden zwischen 1979 und 1981 mehrere neue Hochschulen eingerichtet, um Diplomkurse in Gastronomie und Tourismusmanagement anzubieten. Die Anzahl der Touristen stieg 1981 auf 1,8 Millionen und 2000 auf 5,1 Millionen an. Erste Rückschläge gab es durch politisch motivierte Anschläge auf Touristen, die mit dem ersten schweren Anschlag von Luxor 1997 mit 62 Toten begannen. Weitere Vorfälle ereigneten sich 2004 in Sinai, 2005 in Kairo und Scharm asch-Schaich und 2006 in Dahab und 2017 in Hurghada, die dem Ruf des Landes als Reiseziel beschädigten. 2015 töteten ägyptische Sicherheitskräfte irrtümlich 12 Touristen einer Reisegruppe aus Mexiko.
Der Tourismus erreichte 2010 mit 14,7 Millionen Besuchern einen Höhepunkt. Ein erheblicher Rückschlag bildeten die Unruhen im Rahmen der Revolution in Ägypten 2011, obwohl die meisten Touristenziele nicht von Ausschreitungen betroffen waren. Die Besucherzahl sank in diesem Jahr um über 37 % von 14 Millionen im Jahr 2010 auf 9 Millionen Ende 2011. Ein weiterer Schlag bildete der Militärputsch zwei Jahre später. Im Jahr 2016 waren die Touristenzahlen um beinahe zwei Drittel gegenüber 2010 gesunken, was zu erheblichen wirtschaftlichen Verwerfungen in diesem Sektor führte. Ab 2016 begann eine Konsolidierungsphase und die Touristenzahlen begannen wieder zu steigen.
2020 gingen die Tourismuszahlen bedingt durch die COVID-19-Pandemie erneut zurück. In den folgenden Jahren stiegen sie erneut stark an.

## Kennzahlen
Touristenankünfte und Einnahmen erlebten bis zum Jahr 2010 eine konstante Expansion und schwankten danach stark, abhängig von der sicherheitspolitischen Situation. Der größte Teil der ausländischen Touristen im Land stammt aus europäischen Ländern (vorwiegend Deutschland, Russland, der Ukraine und Großbritannien) sowie anderen arabischen Ländern.
| Jahr | Anzahl int. Gäste | Einnahmen       |
| ---- | ----------------- | --------------- |
| 1995 | 2.871.000         | 2.056 Mio. USD  |
| 2000 | 5.116.000         | 4.657 Mio. USD  |
| 2001 | 4.357.000         | 4.119 Mio. USD  |
| 2002 | 4.906.000         | 4.133 Mio. USD  |
| 2003 | 5.746.000         | 4.704 Mio. USD  |
| 2004 | 7.795.000         | 6.328 Mio. USD  |
| 2005 | 8.244.000         | 7.206 Mio. USD  |
| 2006 | 8.646.000         | 8.133 Mio. USD  |
| 2007 | 10.610.000        | 10.327 Mio. USD |
| 2008 | 12.296.000        | 12.104 Mio. USD |
| 2009 | 11.914.000        | 11.757 Mio. USD |
| 2010 | 14.051.000        | 13.633 Mio. USD |
| 2011 | 9.497.000         | 9.333 Mio. USD  |
| 2012 | 11.196.000        | 10.823 Mio. USD |
| 2013 | 9.174.000         | 6.747 Mio. USD  |
| 2014 | 9.628.300         | 7.979 Mio. USD  |
| 2015 | 9.139.000         | 6.897 Mio. USD  |
| 2016 | 5.258.000         | 3.306 Mio. USD  |
| 2017 | 8.157.000         | 8.636 Mio. USD  |
| 2018 | 11.300.000        |                 |
| 2019 | 13.000.000        |                 |
| 2020 | 3.676.000         |                 |
| 2021 | 7.998.000         |                 |
| 2022 | 11.724.000        |                 |

## Bedeutende Touristenziele
- Abu Simbel
- Ägyptische Riviera am Roten Meer mit den Tauchrevieren bei El Gouna, Hurghada, Marsa Alam, Safaga und Scharm asch-Schaich
- Alexandria
- Gizeh mit den Pyramiden und der Großen Sphinx
- Kairo mit dem Ägyptisches Museum und dem Historischen Kairo
- Luxor mit dem Tempel von Tempel von Karnak, dem Totentempel der Hatschepsut und dem Tal der Könige

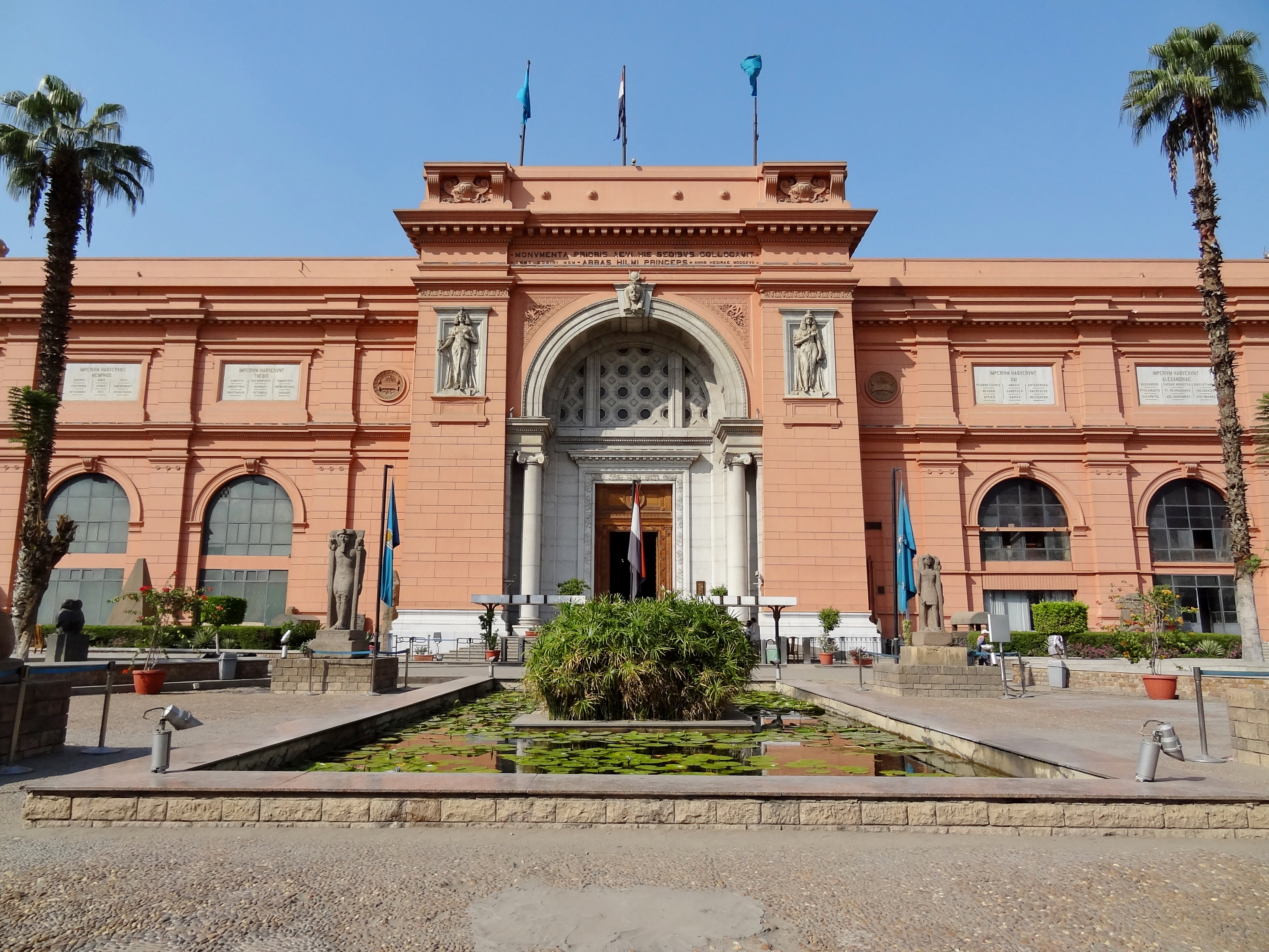
Ägyptisches Museum
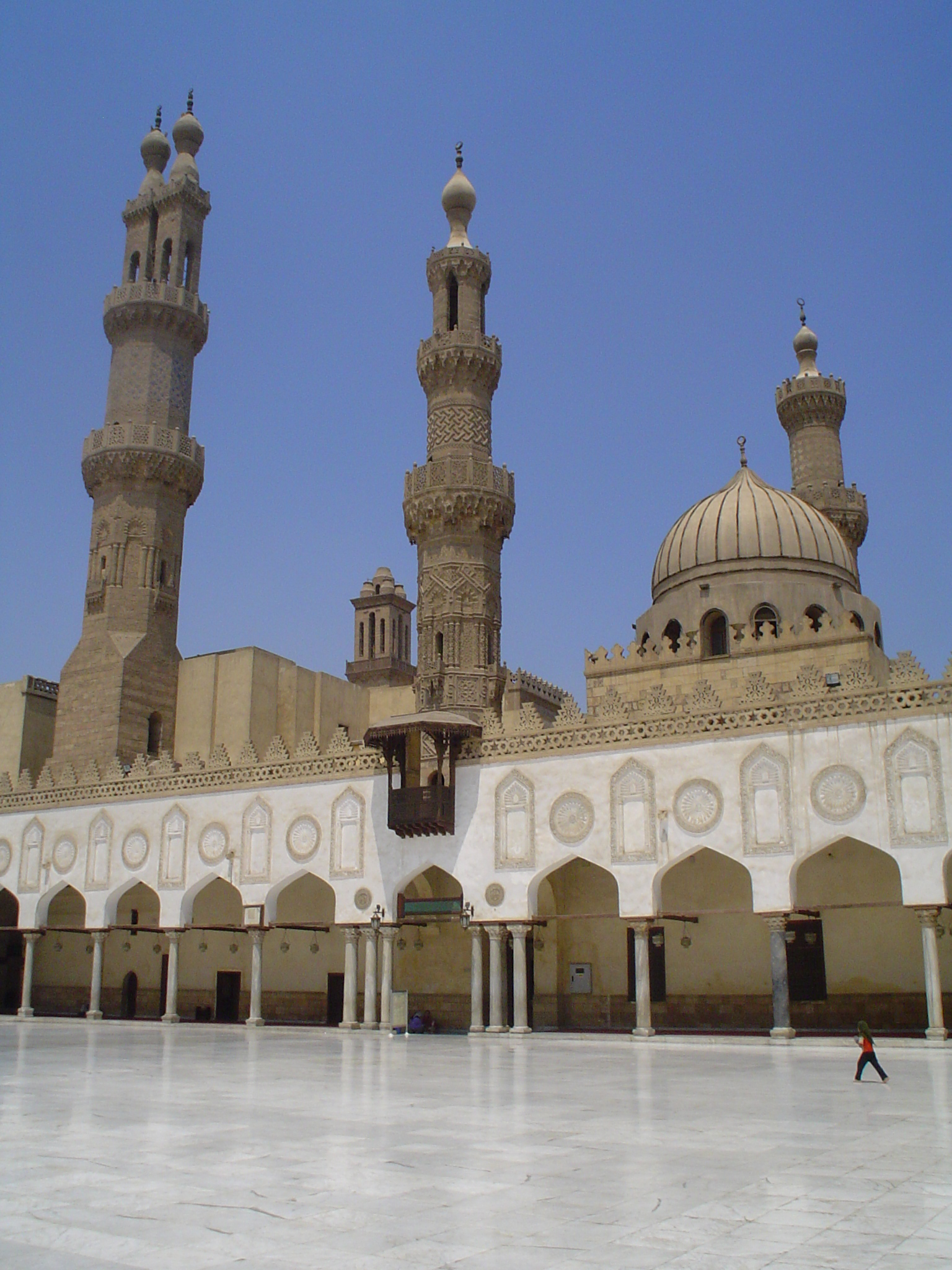
Al-Azhar-Moschee in Kairo
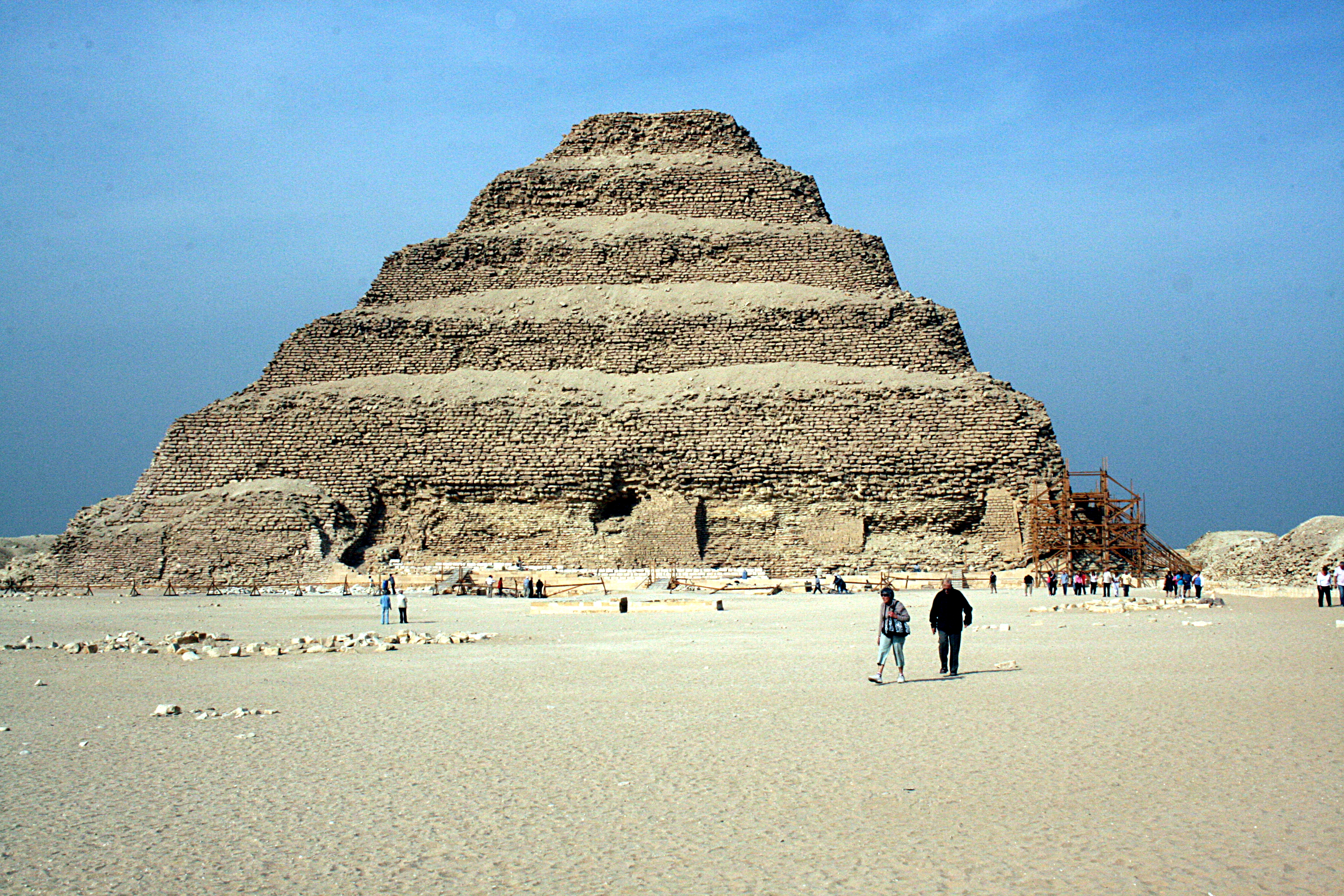
Stufenpyramide bei Sakkara
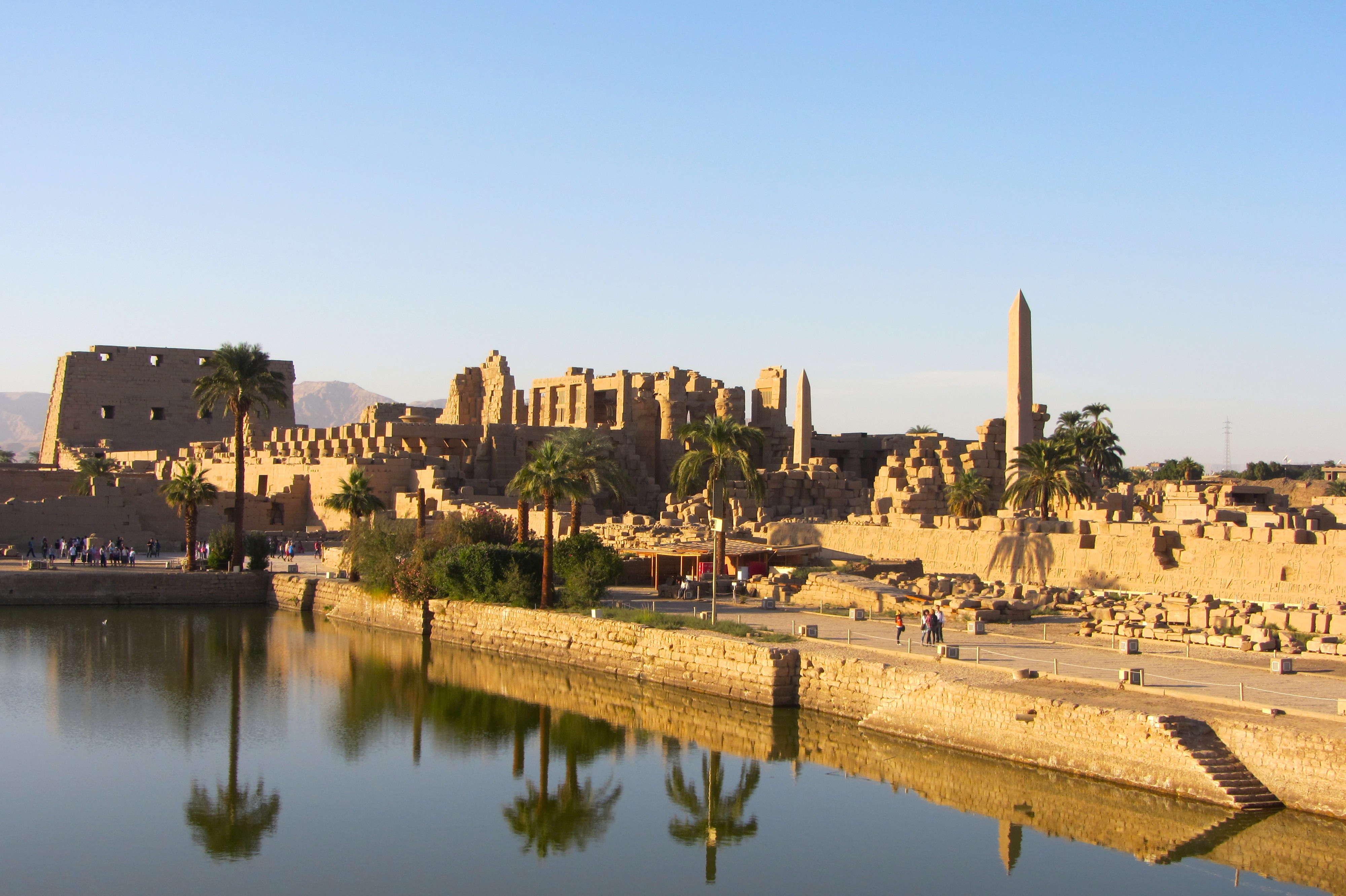
Tempel von Karnak
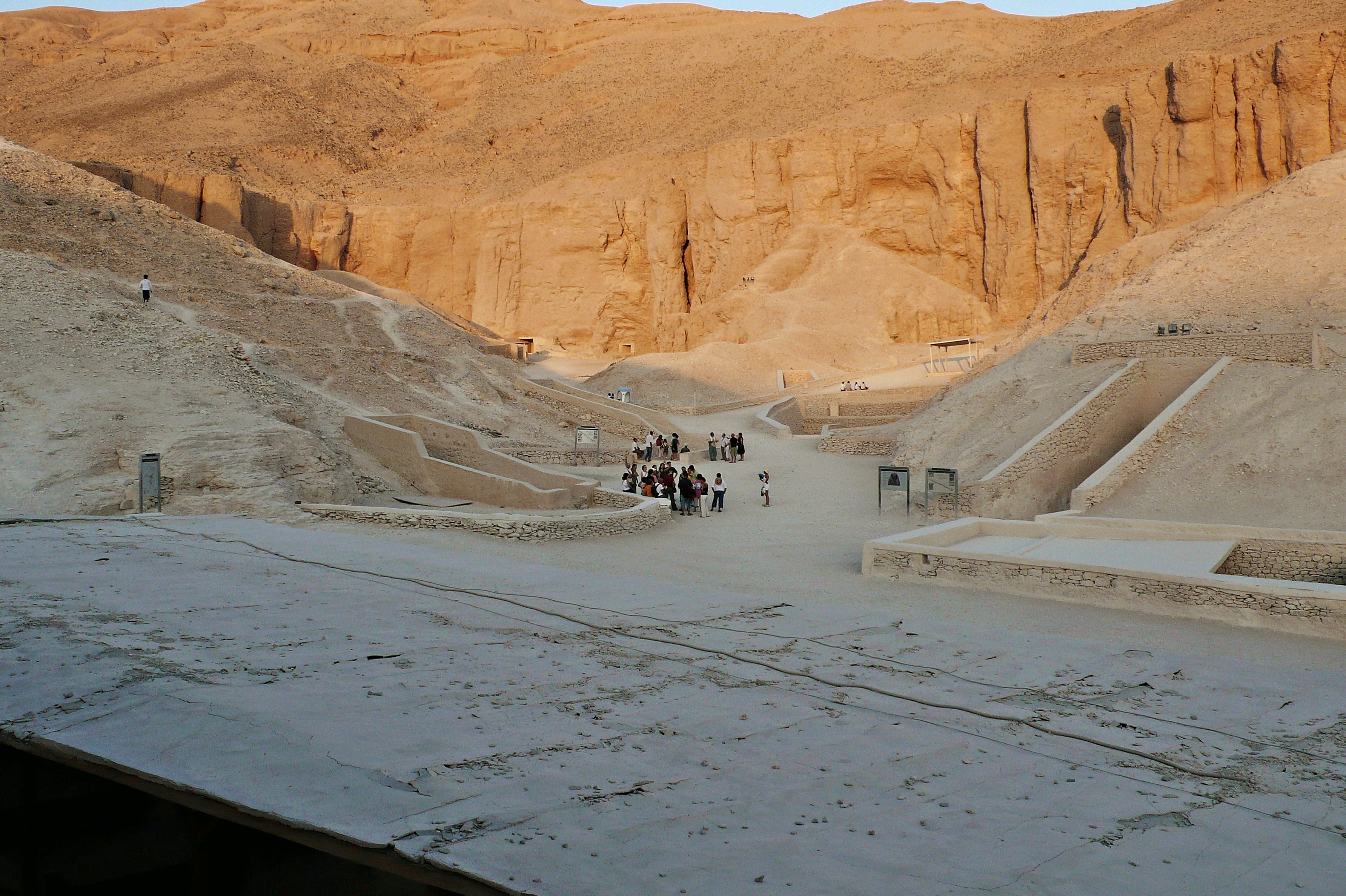
Tal der Könige
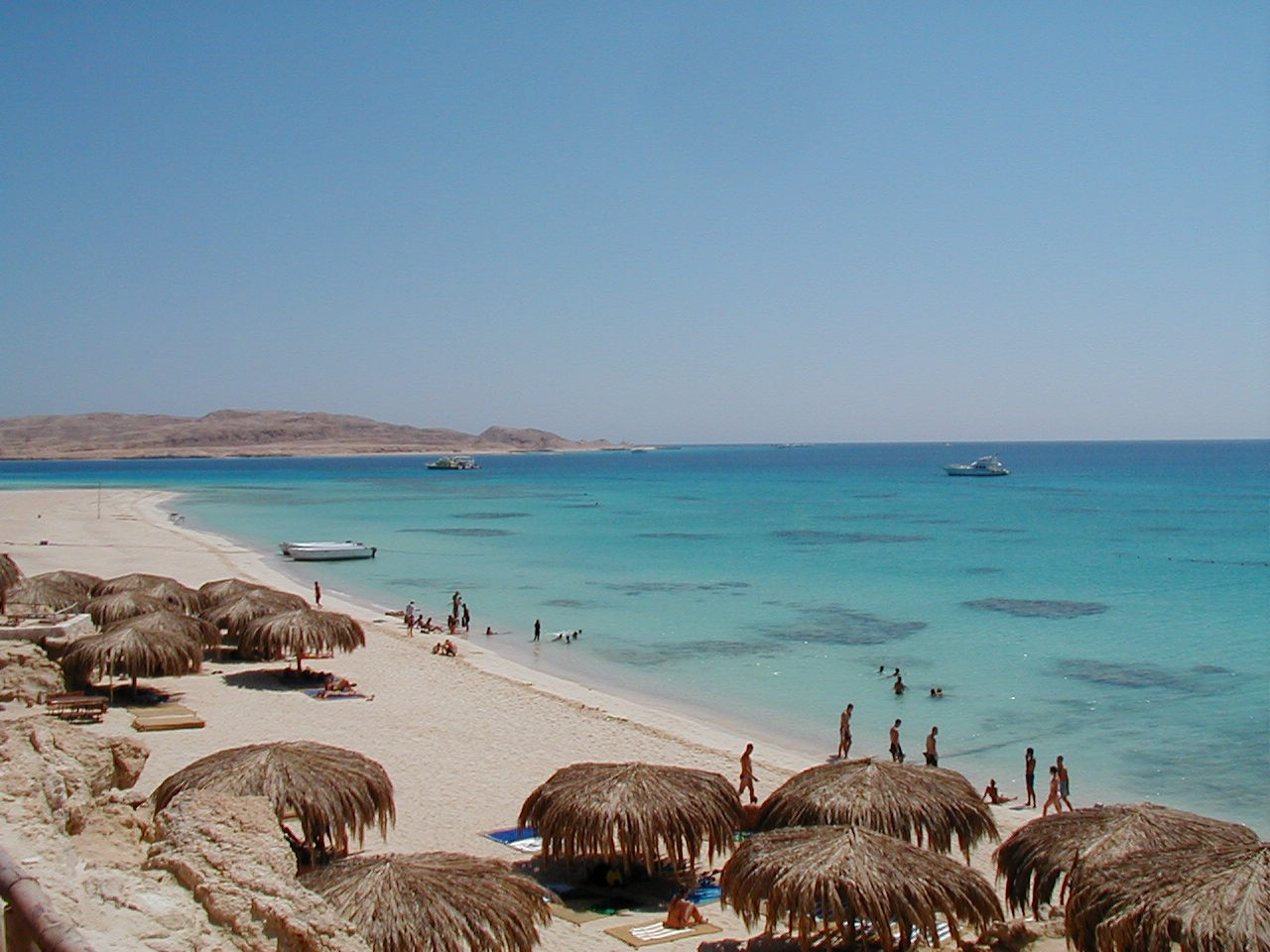
Strand bei Hurghada
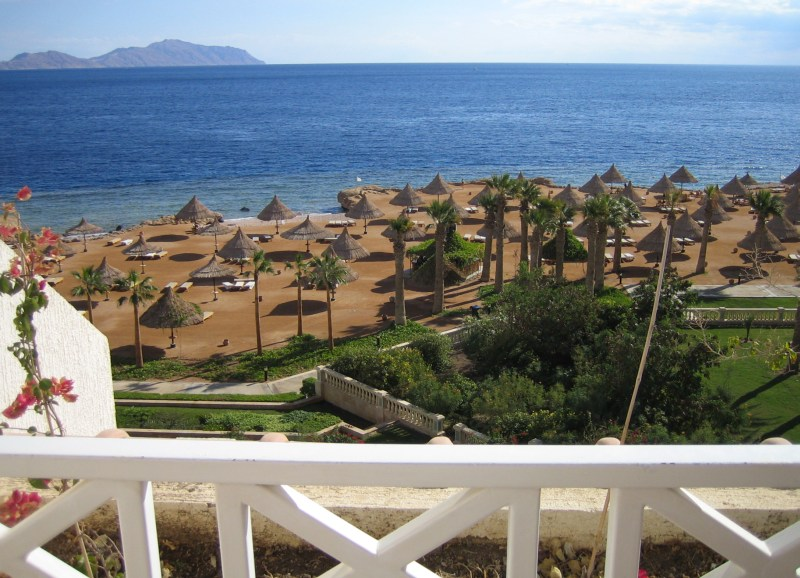
Rotes Meer bei Scharm asch-Schaich
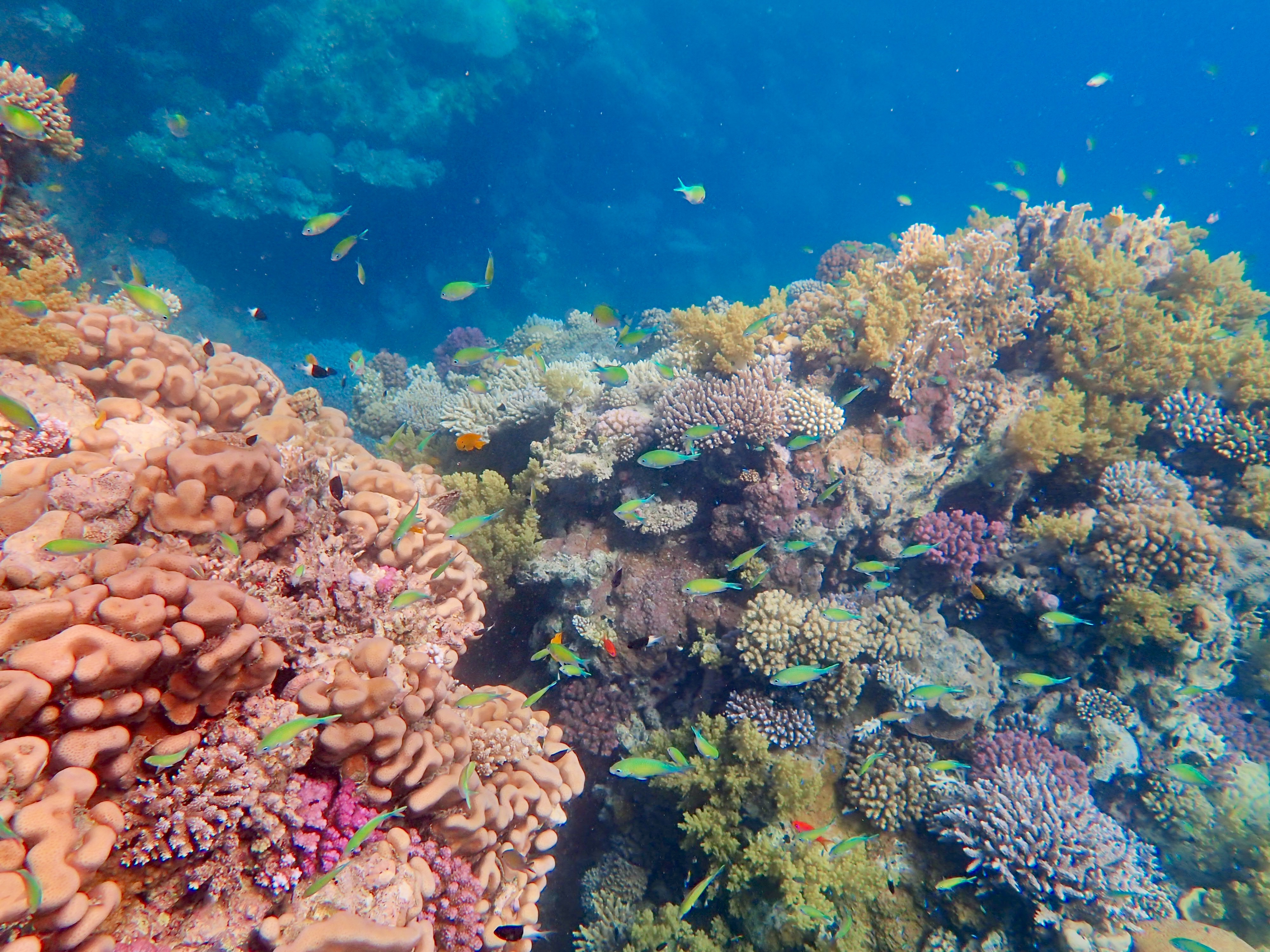
Korallenriff vor Marsa Alam